# محمد بن صالح بن شلهوب
محمد بن صالح بن شلهوب ولد عام 1288هـ/ 1871م في الرياض، تعلم القراءة والكتابة وحفظ أجزاءً يسيرة من القرآن، ثم طلب العلم على يد عدد من الشيوخ، وبعد أن بلغ سن السابعة عشر من عمره سافر إلى مدينة حائل وهناك عمل في متجر خاص، ثم ألتحق بإمارة حائل واشتغل بها في العديد من الوظائف آخرها رئاسة جباية الأموال في بلدان الخرج وما حولها، ثم زاول بعد ذلك التجارة بين بلدان نجد والكويت والبحرين، ثم التحق بالملك عبد العزيز آل سعود في بداية دخوله الرياض عام 1319هـ/ 1902م، فعينه خازناً للمال، وكان يطلق عليه أحياناً (رئيس الأموال في نجد)، توفي بعد أن عاش قريباً من مائة عام في في اليوم السابع من شهر جمادى الثانية عام 1389هـ الموافق لليوم العشرين من شهر أغسطس عام 1969م،ببيروت وصلي عليه في الرياض ثم دفن في مقبرة العود.
قال عنه الريحاني: كان بمثابة وزير المالية ووزير التموين عند الملك عبد العزيز، فيه إخلاص لا ريب فيه، مهماته متعددة، تشمل الكبيرة والصغيرة، من المدفع إلى عود الكبريت. فهو يتولى أمر التوزيع العام الشامل، يوزع الحطب، ويوزع السمن، ويوزع السلاح، ويوزع المال. طريقته في الإدارة أولية بدوية، وحساباته قروية. قال: الذي يجيء نقيده، والذي يروح نقيده، والنتيجة لا شيء. وليس في طريقته محاباة وتفضيل. طوّف بي ذات يوم مخازنه، فدهشت لما في ذمته من الأموال، وفي ذاكرته من الأشياء. هذا مخزن السلاح والذخيرة، وهذا بيت التموين، وهذه الخوابي صنع الهند للسمن، وهذا التمن (الأرز) مئات الأكياس، مرصوصة بعضها فوق بعض. ثم أدخلني غرفة ذكرتني بمخازن الرهون بلندن وبنيويورك. كل ما فيها مهمل مجهول ومكدس بعضه فوق بعض. سألت الشلهوب عنها فقال: غنمناها في إحدى المواقع، ولا أدري ما فيها.

## نسبه ومولده
هو محمد بن صالح الشلهوب، تعد عائلته "آل شلهوب" من الأسر التي سكنت الدرعية إبان قيام الدولة السعودية الأولى، ثم استوطنت فيما بعد في منطقة منفوحة الواقعة جنوب الرياض، ولد بمدينة الرياض حوالي سنة 1288هـ/ 1871م أو قبل ذلك بعام في اسرة تعمل في المجال السياسي فوالده  كان من قادة سرايا فيصل بن تركي، ثم أحد أمراءه الذين عينهم على منطقة عنيزة بالقصيم.

## نشأته وتعليمه
توفي والده وهو لا يزال صغيرًا في معركة المجمعة التي شارك فيها مع عبد الله بن فيصل بن تركي سنة 1300هـ/ 1883م فنشأ يتيمًا وعندما بلغ سن التمييز تعلم القراءة والكتابة وحفظ أجزاء يسيرة من القرآن، ثم طلب العلم على يد عدد من الشيوخ.

## أعماله
عندما بلغ ابن شلهوب سن السابعة عشر من عمره فارق الرياض إلى حائل طالبًا للرزق وهناك عمل في متجر خاص، ثم ألتحق بإمارة حائل وعمل فيها بالعديد من الوظائف التي انتهت به رئيسًا لجباية الأموال في بلدان الخرج وما حولها، ثم خرج بعد ذلك قاصدًا منطقة الأحساء من أجل التجارة، ولكن لما علم بدخول عبد العزيز آل سعود لمنطقة الرياض عام 1319هـ/ 1902م غير وجهته وأنضم إليه، فتم تعيينه بعد ذلك رئيسًا على الخزانة المالية، وبعد توحيد المملكة العربية السعودية عام 1351هـ/ 1932م، تم تعيينه أمينًا على الشؤون العسكرية ومسؤولًا عن كل من الشؤون العامة والمالية للدولة.

## وفاته
توفي في اليوم السابع من شهر جمادى الثانية عام 1389هـ الموافق لليوم العشرين من شهر أغسطس عام 1969م، ونُقل جثمانه إلى مدينة الرياض، حيث صلى عليه الملك فيصل بن عبد العزيز آل سعود، وجمع من المواطنين، ثم دفن في مقبرة العود.